# جوزيف فنسنت سوليفان
جوزيف فنسنت سوليفان (بالإنجليزية: Joseph Vincent Sullivan)‏ هو قسيس أمريكي، ولد في 15 أغسطس 1919 في كانساس سيتي في الولايات المتحدة، وتوفي في 4 سبتمبر 1982 في باتون روج في الولايات المتحدة.